# Саммаллахденмякі
Саммаллахденмякі (фін. Sammallahdenmäki) — некрополь епохи бронзової доби у муніципалітеті Раума провінції Сатакунта у Фінляндії. Віднесений ЮНЕСКО до пам'яток Всесвітньої спадщини в 1999 р. включає 36 гранітних похоронних каїрнів, що датуються у середньому від 1500 — 500 р. до Р.Х.. Некрополь розташований на пагорбі у стороні від дороги між Тампере і Раума. Спочатку некрополь було розташовано на березі Ботнічної затоки, однак з того часу стався підйом суші, і зараз його місцезнаходження віддалено від моря на 15 км. Це одна з найважливіших пам'яток бронзової доби у Фенноскандії.
Чотири каїрни розкопав археолог Вольтер Хегман в 1891 р., серед них — «Церковна підлога» (Kirkonlaattia), незвичайний прямокутний каїрн розміром 16 x 19 метрів з плоским верхом, і «Довгі руїни Хуїлу» (Huilun pitkä raunio), оточені древньою кам'яною стіною.